# Адвена, Сергей Николаевич
Сергей Николаевич Адвена (укр. Сергій Миколайович Адвена; род. 4 августа 1984, Киев) — украинский пловец, специалист по плаванию баттерфляем и вольным стилем. Выступал на международном уровне за сборную Украины в период 2002—2008 годов, бронзовый призёр чемпионата мира на короткой воде, победитель Универсиады в Измире, чемпион Европы среди юниоров, участник двух летних Олимпийских игр, многократный чемпион и рекордсмен Украины. Мастер спорта Украины международного класса (2004).

## Биография
Сергей Адвена родился 4 августа 1984 года в городе Киеве Украинской ССР. Проходил подготовку в местной секции под руководством тренера Владимира Николаевича Шамича. Учился в Национальном университете физического воспитания и спорта Украины.
Первого серьёзного успеха на международном уровне добился в сезоне 2002 года, когда вошёл в состав украинской национальной сборной и побывал на чемпионате Европы среди юниоров в Линце, откуда привёз награды золотого и бронзового достоинства, выигранные в плавании баттерфляем на дистанциях 100 и 200 метров соответственно.
Будучи студентом, отправился представлять страну на Универсиаде 2003 года в Тэгу, где стал серебряным призёром в двухсотметровой дисциплине баттерфляя, уступив в финале только японцу Такэси Мацуде.
Благодаря череде удачных выступлений удостоился права защищать честь страны на летних Олимпийских играх 2004 года в Афинах — занял здесь 12 место в эстафете 4 × 200 метров вольным стилем и 13 место в личном зачёте пловцов баттерфляем на 200 метров.
После афинской Олимпиады Адвена остался в составе плавательной команды Украины и продолжил принимать участие в крупнейших международных соревнованиях. Так, в 2005 году он дважды поднимался на пьедестал почёта Универсиады в Измире, получив золото в комбинированной эстафете 4 × 100 метров и бронзу в плавании баттерфляем на 100 метров.
В 2006 году завоевал бронзовую медаль в комбинированной эстафете 4 × 100 метров на чемпионате мира на короткой воде в Шанхае.
В 2007 году участвовал в мировом первенстве по водным видам спорта в Мельбурне, но попасть здесь в число призёров не смог.
Находясь в числе лидеров украинской национальной сборной, благополучно прошёл отбор на Олимпийские игры 2008 года в Пекине — на сей раз показал 23 результат в плавании на 200 метров вольным стилем и 15 результат в плавании на 200 метров баттерфляем.